# Dolichoprosopus
Dolichoprosopus es un género de escarabajos longicornios de la subfamilia Lamiinae.

## Especies
- Dolichoprosopus lethalis (Pascoe, 1866)
- Dolichoprosopus philippinensis Breuning, 1980
- Dolichoprosopus rondoni Breuning, 1965
- Dolichoprosopus sameshimai N. Ohbayashi, 2001
- Dolichoprosopus subcylindricus (Aurivillius, 1927)
- Dolichoprosopus yokoyamai (Gressitt, 1937)